# Enicospilus drakensbergi
Enicospilus drakensbergi là một loài tò vò trong họ Ichneumonidae.